# Латвийски етнографски музей на открито
Латвийският етнографски музей на открито в Рига е сред най-старите и най-големи музеи на открито в Европа, със статут на национален паметник на културата.
Разположен е върху 87,66 ха борова гора в живописна местност, на брега на езерото Юглас, на 6 km северно от Рига. Представлява комплекс от разнообразни по своите функции дървени сгради, чрез които е показан начинът на живот на различните групи хора в различни периоди от латвийската история. Годишно музеят се посещава от над 135 000 души от цял свят.

## Сгради
Решението за създаване на музея е взето от Министерството на образованието през 1924 година. Първата сграда е преместена тук през 1928 година, а официалното откриване става през 1932, с което музеят се превръща в първата експозиция на открито в Балтийските страни. Първата преместена и реконструирана сграда е една ферма от Видземе. Музейната колекция е уникална и се състои от автентични сгради и предмети. Организирането ѝ започва преди Втората световна война, когато все още обектите са запазени и не са унищожени при военните действия.
В музея са експонирани 118 стари дървени сгради от всички исторически области на страната – Курземе, Видземе, Земгале и Латгале. Всички те са строени между края на 17 век и първата половина на 20 век. Сградите са преместени, реконструирани и обзаведени с оригинални мебели. Това са ферми, мелници, църкви, селски къщи, занаятчийски работилници, магазини и даже цяло рибарско село. Интересна е дървената сграда, в която в началото на 18 век е било настанено селското училище. На 16 май 1997 година е открито „Ранчо на новите земеделски производители“, което показва същността на аграрната реформа от 1920 година.
На територията на музея са пресъздадени стопанства на латвийски земеделци, занаятчии и рибари. В тях са организирани постоянни изложби от битови и работни инструменти и интериорно обзавеждане, които са характерни за заниманието на собственика, съответния период от време и областта, от която той произхожда. Представени са и жилища на руски старообредци и ливонски рибари. Експонатите в изложбената зала, бивша плевня на имение, се подновяват по няколко пъти годишно. При входа на музея е преместена и построена отново автентична, работеща механа.

### Църква
На територията на музея през 1935 година е преместена дървена църква, строена през 1704 – 1705 година. Била е издигната на територията на Рендска енория край езерото Усмас и ползвана като клон на лутеранската църква в Латвия. Всяка неделя в нея се е водело богослужение, тук са се обявявали задълженията за ангария и военна повинност и са се налагали различни наказания.
Църквата е действаща и се състои от 6 свързани помещения – за молитва, сакристия, още две ризници – за сватби и кръщенета, преддверие и веранда, чиято конструкция позволява да бъде ползвана като звънарница. Интериорът на църквата, дърворезбите и изрисувания таван са образци на народното изкуство от 18 век.

### Баня
Дървената селска руска баня е построена през 1862 година в хутора Спирени, Лиепайски район. Преместена е в музея през 1945 година. Състои се от три помещения – входно, парно помещение с дървени пейки и печка на дърва, покрита със специални парни речни камъни за загряване на водата.

### Склад
Пристанищният склад е построен през 1697 година и е сред първите сгради на Лиепайското пристанище. Пренесен е на територията на музея през 1940 година. Бил е собственост на немски търговци, които са съхранявали в него зърно, лен, коноп и други товари. В едно от помещенията има голям кантар, а друго е изпълнявало ролята на кантора, където са регистрирани пристигащите и изнасяни стоки. При пренасянето в основата на сградата е намерено старо оръжие.

## Мероприятия
На територията на музея редовно се организират различни културни мероприятия и се отбелязват сезонни празници, а като една от атракциите се предлага конна езда. Освен това през уикенда има действащи занаятчийски работилници, където посетителите могат да изпробват своите умения. Тук се правят дървени крака за столове и маси, вретена, лъжици, работят дърворезбар, пчелар, ковач и други. Изключително популярен е годишният Голям панаир, който се провежда в музея всеки юни, организиран за 40 път през 2010 година.
Околността край музея е богата на растителни и животински видови и представлява интерес сама по себе си. През зимния сезон музеят разполага с база за шейни за развлечение на посетителите. Организиран е и риболов в заледените води на езерото. Склоновете и пътеките на територията на музея са популярни сред скиорите.
- Жилище от 1860, района на Даугавпилс
- Животновъдна ферма от 19 век, Курземе
- Таванът на църквата
- Интериор на сграда от Курландия
- Интериор на жилище от 1848, Курземе
- Интериор на жирище от Курземе
- Вятърна мелница, късен 19 век, Видземе
- 19 век, Курземе
- 1814, Земгале
- Рибарска хижа от 1750, с. Рукава
- Локомобил с вършачка от 19 век
- Чекрък

- Лутеранската църква, 1704
- Олтарът на лутеранската църква